# Friedrich (Schwerin)
Friedrich (I.) von Schwerin (* um 1158; † nach 21. Mai, vor 3. November 1239) war 1182–1228 Domherr und Dompropst in Hildesheim und Verden sowie 1238–1239 Bischof im Bistum Schwerin.

## Leben
Friedrich war der jüngste Sohn von Graf Gunzelin I. von Schwerin und gehörte schon lange dem geistlichen Stand an. Bereits 1181 wurde er als Subdiakon und 1191 als Domherr zu Hildesheim genannt. Am 17. November 1225 wurde er als Frethericus prepositus beurkundet. Als Dompropst von Hildesheim und Verden wurde er urkundlich am 6. September 1231 genannt.
Die Erhebung Friedrichs zum Bischof von Schwerin erfolgte vor dem 26. Mai 1238. Bei der Bischofswahl gab es Schwierigkeiten, da sich hier die deutschen Siedlungsgrafen mit Waffengewalt einmischten, denn sie zwangen dem Domkapitel ihren Kandidaten, den Grafen Friedrich von Schwerin auf. Dieser war nicht nur Sohn Gunzelin von Hagens, sondern auch Bruder des Dompropstes Hermann von Hamburg, des einstigen Gegenspielers Bischof Brunward. Der Empfang der Bischofsweihe ist urkundlich nicht belegt.
Durch Vermittlung der zuständigen kirchlichen Obrigkeit in Person des Erzbischofs Gerhard von Bremen kam es am 26. Mai 1238 zu einem Vergleich mit dem Schweriner Grafen Gunzelin III. über Befreiung von gräflicher Gerichtsbarkeit und über die Schweriner Domhöfe. Es ging damals um die Anerkennung des Stiftsgebietes und des Gerichtsstandes der Geistlichen bei ihrem Ordinarius, die Verfügung der Geistlichen um ihre Güter und Nichteinmischung der Grafen bei Bischofswahlen. Erzbischof Gerhard von Bremen ordnete dabei auch die Statuten im Schweriner Domkapitel und die durch Bischof Friedrich I. neu gegründeten zwei Domherren-Präbenden. Ende 1239 befahl sogar Papst Gregor IX. dem Schweriner Bischof, die entfremdeten Länder seines Sprengels vom Bischof von Cammin zurückzufordern. Außer den Grenzregulierungen mit Cammin sind aus der nur fünfmonatigen Amtszeit Bischof Friedrich I. keine weiteren Aktivitäten bekannt.
Die letzte urkundliche Erwähnung von Bischof Friedrich I. ist die Nachricht von der abermaligen Bestätigung des Nonnenklosters Rühn am 21. Mai 1239 in Bützow. Denn schon am 3. November 1239 postuliert das Domkapitel zu Schwerin seinen Propst Dietrich zum neuen Bischof.
Wann und wo Bischof Friedrich I. verstorben und wo seine Grabstätte ist, bleibt unbekannt.